# Єва Харт
Єва Міріам Харт (англ. Eva Miriam Hart; 31 січня 1905 — 14 лютого 1996) — одна з пасажирок, що вижили при затопленні океанського лайнеру «Титанік», який затонув 15 квітня 1912 року в Атлантичному Океані. Вона була останньою юною пасажиркою, яка дуже добре запам'ятала катастрофу.

## Ранні роки

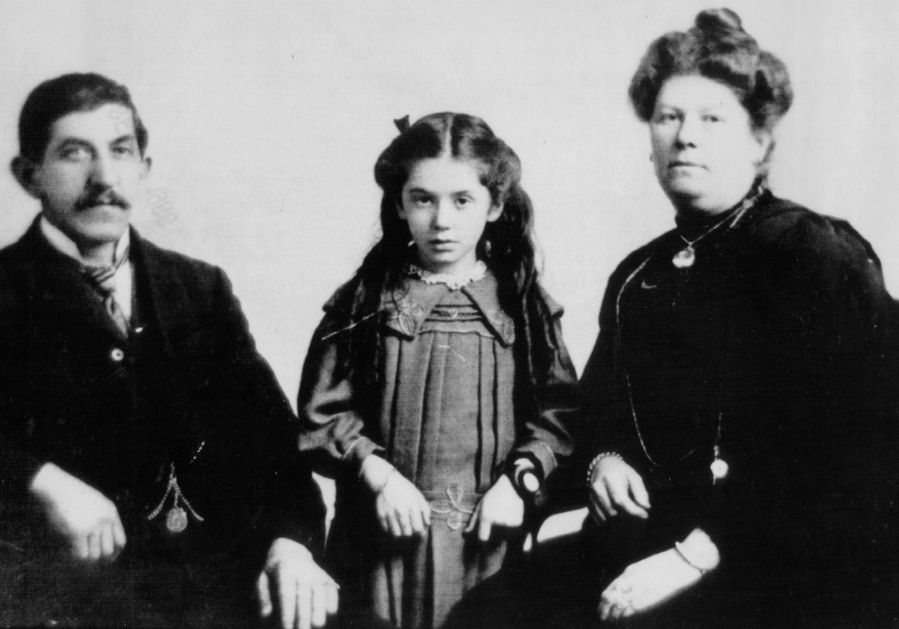
Єва Харт (у центрі) з батьками

Єва народилася 31 січня 1905 року в передмісті Лондона, в районі Ілфорд, у сім'ї Бенджаміна Харта (нар. 25 грудня 1864) та Естер Ади Блумфілд (13 травня 1863 — 7 вересня 1928). На початку 1912 року Харти вирішили емігрувати до Вінніпегу – головного міста провінції Манітоба у Канаді, де Бенджамін запланував відкрити аптеку.

## «Титанік»
10 квітня 1912 Єва ив її батьки зійшли в Саутгемптоні на борт «Титаніка» як пасажири 2-го класу. Єві на той момент було сім років. Сама вона потім згадувала цей день так: «Ми приїхали поїздом. Мені було років сім, і я ніколи раніше не бачила корабля. Він виглядав величезним. Всі були дуже схвильовані, ми спустилися у каюту, і саме тоді мати сказала батькові, що твердо вирішила, що не спатиме на цьому судні і просидить всю ніч... вона вирішила, що не спатиме ночами, і не спала ж!» З невідомих причин Естер стало моторошно відразу ж, як вони зійшли на борт. На її думку, називати корабель непотоплюваним (так вся світова громадськість рекламувала «Титанік») було все одно, що кидати виклик Господу, і, побоюючись катастрофи, вона всі чотири дні відсипалася тільки вдень, а вночі спала цілком одягнена.

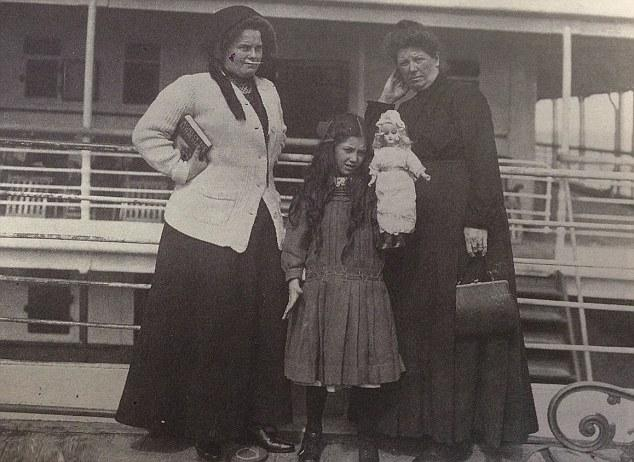
Єва (у центрі) та Естер (праворуч) по поверненню до Великобританії після катастрофи

Коли Титанік зіткнувся з айсбергом, Єва спала. Бенджамін прибіг до їхньої каюти, вивів доньку та дружину на верхню палубу і посадив у рятувальну шлюпку №14. Як згадувала Єва, на прощання він сказав їй: "Тримайся за мамину руку і будь чемною дівчинкою ". То був останній раз, коли Єва бачила свого тата. Тіло Бенджаміна Харта ніколи не було знайдено, або залишилося непізнаним.
В наступні роки Єва стала найвідвертішим свідком трагедії з усіх дітей, врятованих з «Титаніка». В інтерв'ю 1993 року вона сказала: «Я бачила, як це судно затонуло. …Я ніколи не заплющувала очі. Я взагалі не спала. Я бачила це, чула це, цього ніхто не зможе забути. … Я пам'ятаю кольори, звуки, все. …Але найгірше, що я пам'ятаю, це крики. І  тишу, що запанувала після. … Здавалося, що, як тільки всі потонули і зникли, начебто завмер увесь світ. Не було нічого, тільки ця смертельна, жахлива тиша темної ночі зі зірками нагорі».

## Подальша доля
Єва з матір'ю опинилися у Нью-Йорку 18 квітня і невдовзі повернулися до Англії. Там Естер, мати Єви, знову вийшла заміж. Вона померла, коли Єві було 23 роки, після чого остання на цілих чотири дні замкнулася в кімнаті: її мучили спогади про океан та «Титанік».
Протягом свого життя Єва спробувала себе у різних професіях: працювала співачкою в Австралії, потім організатором британської консервативної партії, якийсь час була суддею в Англії.
Серед людей, що врятувалися з «Титаніка», Єва була одним із найзапекліших критиків «White Star Line» щодо кількості рятувальних шлюпок: «Якщо судно торпедується, то це війна. Якщо вдаряється об скелю під час шторму, це — природа. Але померти лише тому, що не було достатньої кількості рятувальних шлюпок — це смішно. » Вона також критикувала всі спроби піднятяя останків корабля з моменту його виявлення Робертом Баллардом у 1985 році. Коли у 1987 році були зроблені перші спроби підняття «Титаніка», Єва Харт заявила, що «Титанік», по суті, є могилою, і що всі рятувальні та наукові судна, які займалися підйомом предметів, є лише «мисливцями за доданим».
Харт була одним із небагатьох очевидців, які, описуючи катастрофу, згадували, що лайнер розламався на дві частини.

## Останні роки
У 1982 році Єва за запрошенням товариства Titanic Historical Society Inc. повернулася до США і приєдналася до останніх живих пасажирів «Титаніка» з нагоди 70-ї річниці катастрофи. Надалі вона ще тричі відвідувала ці збори пасажирів, що вижили при затопленні «Титаніка» — у 1987, 1988 та 1992 роках. 1994 році вона випустила автобіографію «Тінь Титаніка. Історія той, що вижила» (англ. Shadow of the Titanic – A Survivor's Story). 15 квітня 1995 року Єва та Едіт Браун були присутні на відкритті меморіального саду в Національному Морському Музеї в Гринвічі, де на честь 83-ї річниці катастрофи було встановлено гранітний пам'ятник.
Єва ніколи не була одружена і не мала дітей. Вона померла від раку 14 лютого 1996 року у хоспісі в лондонському окрузі Чадвелл-Хіт. Після неї живими залишалося тільки вісім врятованих пасажирів «Титаніка». Один з розташованих у Чадвелл-Хіт пабів Уезерспун має її ім'я.

## У культурі
Епізод прощання Єви з батьком був відтворений у культовому фільмі «Титанік» Джеймса Кемерона. Єва померла незадовго до початку зйомок, інтерв'ю з нею було включено до документального фільму про зйомки.